# Шуайб
Шуайб (араб. شعيب‎‎), (можливо біблійний Іофор) — пророк (набі). Посланий Аллахом до народів Мадйану і Айки. Був нащадком Пророка Ібрагіма або Саліха

## Історія Шуайба вКорані
За коранічною оповіддю, Шуайб закликав поклонятися лише Аллахові. Просив своїх одноплемінників, що займалися торгівлею, подорожуючи не поширювати безчестя, не обманювати людей під час торгівлі; закликав пам’ятати про долю тих, хто раніше не вірив пророкам, — про народи Нуха, Худа, Саліха і Лута. Шуайбові повірила лише незначна частина мешканців Мадйану, більшість вважала його божевільним, чаклуном і брехуном. Йому дорікали за низьке походження, погрожували побити камінням, прогнати. Від тих, що повірили у Аллаха, вони вимагали повернутися до віри предків. Віруючі у Аллаха відмовились, закликавши Аллаха розсудити їх з невірними. Тоді Аллах викликав землетрус. Всі, що не повірила Шуайбу загинули (7:85/83—93/91; 11:84/85—95/98; 15:78; 26:176—191; 29:36/35—37/36; 38:13/12; 50:13).

Коранічні оповіді про Шуайба тісно пов’язані з іншими оповідями про покарання для тих, хто не повірив пророкам. Стилістично вони дуже близькі до розповідей про аравійських пророків Саліха і Худа. У них багато натяків на долю Мухаммеда — звинувачення в одержимості і чаклунстві, в низькому походженні, погрози побити камінням і т. д. Разом з тим вони містять чимало конкретних деталей, що описують народ Шуайба як досвідчених і вправних торгівців, що подорожували світом. Ймовірно, що в Корані використане якесь аравійське передання про загибель Набатійського царства, до ареалу якого частково входив й історичний Мадйан.

## Шуайб у мусульманських переказах
Коментатори Корану не були знайомі з власне аравійськими переказами. Виходячи з того, що Мадйан згадується у історії про Шуайба й історії про Мусу, вони ідентифікували Шуайба з «глибоким старцем», зятем Муси, біблійним Іофором. Легенди про Шуайба не набули широкої популярності в мусульманській літературі.
 
За переданням Шуайб дожив до глибокої старості, до часів, коли почалась пророча місія Муси (Мойсея). Муса виїхав з Єгипту і приїхав до Шуайба у Мадйан, де одружився з одною з його дочок, після цього повернувся до Єгипту. Шуайб відвідував Мусу у Єгипті, а потім переїхав до Мекки і там поселився. Він був похований коло джерела Замзам. Згідно з іншим переданням, він помер у Єгипті.
Сьогодні мусульманські публіцисти часто наводять історію про Шуайба для боротьби зі свавіллям торгівців.